# Joaquín Montané
Joaquín Montané Martí, parfois orthographié « Muntané » ou « Muntaner », né en mai 1902 à Sabadell (province de Barcelone, Espagne), est un footballeur espagnol des années 1920 qui jouait au poste de défenseur.

## Biographie
Joaquín Montané commence à jouer au football en 1916 avec l'équipe des Pares Escolapis puis avec le CE Sabadell. Il débute en équipe première de Sabadell en 1921 où il reste jusqu'en 1926,,.
En 1926, il est recruté par le FC Barcelone où il joue pendant deux saisons. Il remporte deux championnats de Catalogne et une Coupe d'Espagne.
Il est un défenseur posé et serein. Il ne tacle pas de façon agressive, il préfère subtiliser le ballon en utilisant son habileté. Les blessures et son travail dans une usine le forcent à abandonner le football en 1928 alors qu'il n'a que 26 ans.

## Palmarès
Avec le FC Barcelone : 
- Vainqueur de la Coupe d'Espagne en 1928
- Champion de Catalogne en 1927 et 1928